# 小药八旦子
小药八旦子（学名：Corydalis caudata），为罂粟科紫堇属下的一个植物种。